# Dino Thunder Power Rangers
De Dino Thunder Power Rangers (ook wel gewoon Dino Rangers genoemd) zijn fictieve personages uit het Power Rangers universum. Ze waren de hoofdrolspelers in de serie Power Rangers: Dino Thunder.
De Dino Rangers kregen hun krachten van speciale stenen genaamd Dino Gems, die hen ook andere bovenmenselijke krachten gaven.

## Dr. Thomas "Tommy" Oliver
Tommy Oliver, gespeeld door Jason David Frank, is de mentor van de Rangers, en zelf de zwarte Ranger. Hij kan dankzij zijn Dino Gem onzichtbaar worden. Hij heeft zelf al een lange geschiedenis als Ranger achter de rug.

## Conner McKnight
Conner McKnight (James Napier) is de Rode Dino Ranger. Hij is een voetbalspeler op Reefside High, en beschikt dankzij zijn Dino Gem over supersnelheid. Hij wordt door zijn mederangers vaak als stijfkop gezien. Conner wordt gezien als de sterkste rode Ranger ooit, daar hij twee unieke power-ups heeft. Allereerst kan hij via het “Schield of Triumph” veranderen in de Triassic Ranger. Ten tweede kan hij een battlizer oproepen. Tevens was hij de eerste die Super Dino Mode kon bereiken.
Conner twijfelt in de serie vaak aan zijn kunnen als Ranger, en dacht er ook twee keer over na om te stoppen. In het begin van de serie had hij een rivaliteit met Ethan James, en later met Trent Fernandez.
Conner deelde zijn positie als leider met Tommy, die meer ervaren was en de mentor was van de Rangers. Tijdens de serie kreeg hij een relatie met medestudent Krista.
Conner heeft een tweelingbroer genaamd Eric, die op de Wind Ninja Academie (uit Power Rangers: Ninja Storm) zat. In de serie Power Rangers: SPD werd bekend dat in het jaar 2025 Conner een groot aantal voetbalkampen bezit.

## Ethan James
Ethan James (Kevin Duhaney) is de Blauwe Dino Ranger. Hij is een computerfanaat en een meester-hacker, die vaak in het cybercafé van Hayley te vinden is. Zijn Dino Gem kracht is die van een ondoordringbare huid.
Ethans grappen brachten hem vaak in problemen met het schoolhoofd. Als Ranger had hij een rol min of meer gelijk aan die van Billy Cranston in de eerste Power Rangers series: het brein van de groep.
Hij was naast dat hij een hacker is ook een kampioen in videogames en deed dan ook niets liever dan deze spelen. Hierdoor werd hij soms wat afgeleid, totdat Tommy hem eraan herinnerde dat een Ranger zijn geen videospel is, en dat hij op alles voorbereid moet zijn.
Ethan kreeg in de serie een relatie met Cassidy Cornell. Toen Trent bij het team kwam duurde het lange tijd voordat Ethan hem vertrouwde.
In Power Rangers: SPD werd onthuld dat Ethan uiteindelijk een ervaren computerprogrammeur zou worden, wiens software zelfs werd gebruikt in het SPD hoofdkwartier in 2025.

## Kira Ford
Kira Ford (Emma Lahana) is de Gele Dino Ranger. Ze is een beginnend zangeres en gitaarspeler. Haar Dino Gem kracht is die van een supersonische schreeuw, die haar vijanden kan uitschakelen.
Kira was de tweede Ranger die Super Dino Mode wist te bereiken. Volgens Tommy was ze vooral vanwege haar creativiteit en intelligentie een goede Ranger. Tijdens de serie leek ze een oogje te hebben op Trent Fernandez, maar dit werd niet verder uitgewerkt.
In Power Rangers: SPD werd onthuld dat in 2025 Kira een beroemde zangeres was geworden.
In de aflevering Once a Ranger werd Kira samen met vier andere oude rangers gerekruteerd door de Sentinal Knight om de juwelen van de Corona Aurora te beschermen, daar de Operation Overdrive Power Rangers hun krachten hadden verloren.

## Trent Fernandez-Mercer
Trent Fernandez-Mercer (Jeffrey Parazzo) is de Witte Dino Ranger. Zijn Dino Gem kracht is die van camouflage.
Trent is de geadopteerde zoon van Anton Mercer, die in het geheim de kwaadaardige Mesogog is. Toen Trent zijn vaders verdachte gedrag wilde onderzoeken, belandde hij in Mesogogs schuilplaats en vond daar de Witte Dino Gem. Deze gem bleek echter kwaadaardig te zijn, en maakte Trent tot een slechte Ranger. Hierna werkte Trent een tijdje voor Mesogog, omdat Mesogog zijn vaders alter ego was. Hier vocht hij geregeld met Zeltrax voor de positie van tweede bevelhebber.
Toen Mesogog probeerde Trent te doden voor verraad, veranderde hij weer in Anton. Anton gebruikte toen de laser die hij vasthad om het kwade gedeelte van Trents Dino Gem te verwoesten. Bevrijd van de kwade invloed van de gem, voegde Trent zich bij de andere Rangers. Hij hield echter zijn kennis over zijn vaders alter ego geheim totdat Anton een geneesmiddel kon vinden voor zijn onvrijwillige transformaties tot Mesogog.
Zeltrex maakte een tijdje een kloon van de Witte Ranger, die vaak met Trent vocht om controle over de Dinozords. Trent kon de kloon uiteindelijk vernietigen.
Toen de Rangers erachter kwamen dat Trent informatie voor hen achterhield verloren ze hun vertrouwen in hem. Dit veranderde weer toen Trent Conners leven redden. Ook hielp hij de Rangers Mesogogs schuilplaats binnen te dringen en deze te vernietigen. Daar bevrijdde hij tevens Anton Mercer, die inmiddels van Mesogog was gescheiden. Hij verbruikt net als de andere Rangers alle energie van zijn Dino Gem in het laatste gevecht met Mesogog.
Aan het eind van de serie besloot Trent in de herfst naar de kunstacademie te gaan.